# Pietari Hannikainen

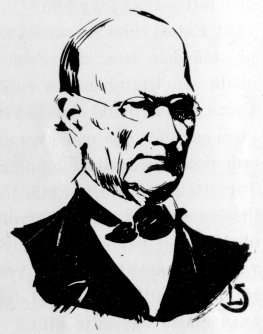
Pietari Hannikainen.

Pietari Hannikainen, född 24 augusti 1813 i Säminge socken, död 27 september 1899 i Parikkala, var en finländsk skriftställare. 
Hannikainen blev student 1833, ägnade sig från 1835 åt lantmäteriet och var kommissionslantmätare sedan 1857 i Viborgs län och 1866–79 i Nylands. Han förvärvade sig ett namn inom finska litteraturen som både tidningsman och vitter författare. Hans tidning "Kanava" (Kanalen), som utkom i Viborg 1845–47, var det första även för den bildade allmänheten avsedda samt politiska och sociala frågor behandlande blad, som utkommit på finska. Sedermera redigerade han lantbrukstidningen "Lukemisia maamiehille" (Läsning för lantmän; 1849–50) samt flera andra periodiska skrifter, av vilka dock ingen levde någon längre tid. I dessa publicerade han de flesta av sina vittra skrifter, bland vilka kan nämnas Silmänkääntäjä (Taskspelaren; 1847), ett av de tidigaste alstren av den finska dramatiken. För finska teatern skrev han ett par originalpjäser och översatte dessutom till finskan några dramatiska arbeten samt Alfred Nicolas Rambauds "Histoire de Russie". 